# Rajd Cypru 1986
Rajd Cypru 1986 (14. Rothmans Cyprus Rally) – 14 edycja rajdu samochodowego Rajd Cypru rozgrywanego na Cyprze. Rozgrywany był od 26 do 28 września 1986 roku. Była to czterdziesta druga runda Rajdowych Mistrzostw Europy w roku 1986 (rajd miał najwyższy współczynnik - 4) oraz piąta runda Rajdowych Mistrzostw Cypru.

## Klasyfikacja rajdu
| Miejsce                      | Kierowca                      | Pilot                        | Samochód                     | Czas                         | Strata                       |                              |
| Klasyfikacja generalna i ERC | Klasyfikacja generalna i ERC  | Klasyfikacja generalna i ERC | Klasyfikacja generalna i ERC | Klasyfikacja generalna i ERC | Klasyfikacja generalna i ERC | Klasyfikacja generalna i ERC |
| ---------------------------- | ----------------------------- | ---------------------------- | ---------------------------- | ---------------------------- | ---------------------------- | ---------------------------- |
| 1.                           | Patrick Snijers               | Dany Colebunders             | Lancia 037 Rally             | 7:15:29                      | 0.0                          |                              |
| 2.                           | Dimi Mavropoulos              | Dave Adams                   | Audi Quattro A2              | 7:15:36                      | +7                           |                              |
| 3.                           | Vahan Terzian                 | Yiannakis Theofanous         | Nissan 240RS                 | 7:28:38                      | +13:09                       |                              |
| 4.                           | Mario Panontin                | Mario Ferfoglia              | Lancia 037 Rally             | 7:30:12                      | +14:43                       |                              |
| 5.                           | Christos Eliades              | Theodoros Vassiliades        | Opel Manta 400               | 7:32:57                      | +17:28                       |                              |
| 6.                           | Kostas Panayiotides           | Andreas Yiapanas             | Volkswagen Golf GTi          | 7:45:54                      | +30:25                       |                              |
| 7.                           | Kypros Kyprianou              | Alkis Longinos               | Peugeot 205 GTI              | 7:49:59                      | +34:30                       |                              |
| 8.                           | Christodoulos Hadjivassileiou | Konstantinos Hadjivassileiou | Volkswagen Golf GTi          | 7:59:48                      | +47:25                       |                              |
| 9.                           | Panikos Konnaris              | G. Savva                     | Subaru RX Turbo              | 8:10:54                      | +55:25                       |                              |
| 10.                          | Marios Shakallis              | Koullis Avraam               | Talbot Samba Rallye          | 8:16:22                      | +1:00:53                     |                              |